# Шенкман, Эдгар
Э́дгар Ше́нкман (англ. Edgar R. Schenkman; 9 мая 1908 — 23 июня 1993) — американский дирижёр и музыкальный педагог.
В 1930-е гг. работал с различными нью-йоркскими оркестрами; среди прочего дирижировал премьерой Второй симфонии Уильяма Шумана (1938), оставил несколько небольших записей (в том числе «Половецкие пляски» А. П. Бородина).
В 1947—1948 гг. по приглашению Шумана преподавал дирижирование и руководил студенческим оркестром в Джульярдской школе; среди его учеников, в частности, дирижёр Теодор Блумфилд и композитор Роберт Уорд. В конце учебного года, однако, Шенкман был уволен, поскольку Сергей Кусевицкий, приглашённый продирижировать отчётным концертом оркестра в Карнеги-холле, резко отрицательно отозвался об уровне подготовки студентов.
С 1948 г. возглавлял Норфолкский симфонический оркестр в городе Норфолк (ныне Виргинский симфонический оркестр). В 1957 г. стал первым руководителем нового Ричмондского симфонического оркестра и стоял во главе его до 1970 г., когда вынужден был выйти в отставку в результате разногласий с советом попечителей, после чего принял решение оставить дирижёрскую карьеру.
Шенкман был с 1934 года женат на Маргерит Шенкман, урождённой Куорлз (англ. Marguerite Quarles; 1910—2003), скрипачке и альтистке, игравшей под руководством мужа как в Норфолкском оркестре (концертмейстер), так и в Ричмондском (первый альт). В 1970-е гг. супруги Шенкман жили и работали в Юго-Восточной Азии, преподавая в музыкальном колледже в Бангкоке, концертируя как инструменталисты в Японии, Индонезии, Вьетнаме, Индии, на Тайване и на Филиппинах. Старший сын Шенкманов Питер Шенкман (1937—2006) стал виолончелистом, учился у Леонарда Роуза в Кёртисовском институте и был концертмейстером виолончелей сперва в Сент-Луисском симфоническом оркестре, затем в Торонтском симфоническом оркестре.